# La colombiana
La colombiana es una telenovela chilena de comedia romántica. Se estrenó por Televisión Nacional de Chile el 8 de marzo de 2017 y, concluyó el 28 de septiembre de 2017. Protagonizada por Elizabeth Minotta en el personaje titular, junto a Felipe Braun y María José Illanes.

## Sinopsis
Pedro Watson, un huraño vendedor de abarrotes en el Barrio Yungay, rechaza la presencia de inmigrantes, especialmente de Ángela, una médica colombiana que llega con su hijo buscando una nueva vida. 
Cuando su exesposa Trinidad le pide el divorcio para casarse con otro hombre, Pedro acepta la ayuda de Ángela para intentar recuperarla, a cambio de cuidar al hijo de la doctora. Sin embargo, en medio del plan, Pedro y Ángela comienzan a acercarse y nace un inesperado vínculo entre ellos. 
Ahora Pedro deberá decidir entre reconquistar a su exesposa o abrirse a una nueva oportunidad con Ángela.

## Reparto
Una lista completa del reparto confirmado se publicó a través de Televisión Nacional de Chile el 22 de octubre de 2016.

### Principales
- Elizabeth Minotta como Ángela Vicario[6]
- Felipe Braun como Pedro Watson[7]
- María José Illanes como Trinidad Valle
- Delfina Guzmán como Rosa O'Higgins[8][9]
- Alejandra Fosalba como Nina Gazmuri[10]
- César Sepúlveda como Juan Pablo Zúñiga
- Josefina Fiebelkorn como Raquel Riquelme[11]
- Santiago Tupper como Felipe Saavedra
- Emilia Noguera como Celeste Valle
- Jorge Arecheta como Diego Lira
- Óscar Hernández como Eric Ramírez
- Carmina Riego como Edna Barroso[12]
- Eyal Meyer como Igor Ramírez[13]
- Diego Ruiz como Manuel Ramírez
- Daniela Estay como Silvia Ramírez
- Lucas Mosquera como James Martínez
- Fernanda Bertero como Sofía Watson
- Florencia López como Matilda Watson
- Juan José Suárez como Julito Vara

### Invitados especiales
- Luis Alarcón como Leonidas Valle
- Catalina Guerra como Marta Lisperguer[14][15]
- Andrea Freund como Bernarda Van Dorse[16]
- Luz Valdivieso como Isabella Marconi[17]
- Shlomit Baytelman como Carmen Gloria Zurita[18]
- Remigio Remedy como Vicente Lira[19]
- Gonzalo Vivanco como Raúl Vara
- Felipe Morales como Bruno del Campo Gazmuri
- Sebastián Arrigorriaga como Benancio del Campo
- Catherine Bossans como Allison Parker
- Álvaro Pacull como Dr. Esteban Díaz
- Hernán Lacalle como Andrés
- Mariana Prat como Marion
- María Angélica Luzzi como Flora
- Christian Pérez como Roberto
- Juan Carlos Maldonado como Gino Palma
- Viviana Shieh como Mei Ling
- Sara Becker como Danae
- Lukas Vergara como Dagoberto

## Producción

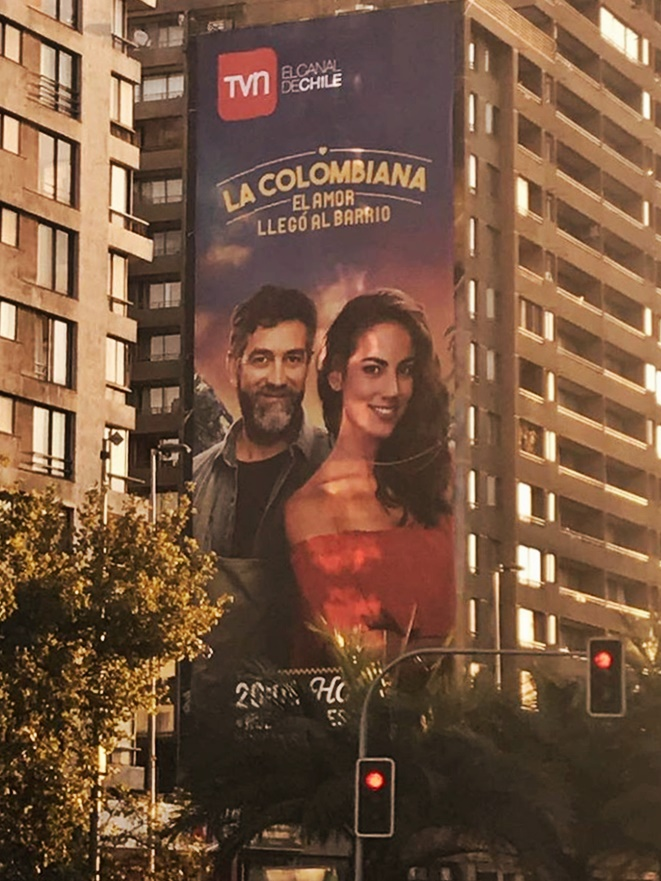
Cartel publicitario de la telenovela en Santiago de Chile.

### Desarrollo
La historia titulada "La colombiana" inició su planificación bajo el nombre de "Mi vecina, la colombiana". En su elenco protagónico destacaban Elizabeth Minotta, Felipe Braun y Antonia Santa María. Sin embargo, con la reincorporación de María José Illanes al canal, Antonia va a prepararse para la teleserie nocturna que reemplazará a Un diablo con ángel, y María José toma su lugar. Después de unas semanas, se confirma al elenco completo e inician el rodaje de la producción, durante la tarde del día 5 de diciembre de 2016.

### Casting
En un inicio, sonaban nombres como Francisco Reyes, Felipe Braun, Antonia Santa María, Josefina Fiebelkorn y Amparo Noguera. Pero finalmente, se descartó a Reyes, Noguera y Santa María, y en los roles que inicialmente tendrían se reubicaron a Carmina Riego y María José Illanes, respectivamente. Inicialmente, para el rol de Ángela Vicario se pensó en Angie Cepeda, pero se descartó, ya que se buscaba a alguien más joven. El 18 de noviembre se confirmó a Eyal Meyer en su elenco. Ese mismo día se realizó la primera lectura de guiones, donde destacaron nombres como Diego Ruiz, María Fernanda Martínez, Óscar Hernández, el youtuber Lucas Mosquera, Emilia Noguera, Santiago Tupper y Alejandra Fosalba, entre otros. Días más tarde se confirmó la llegada de Jorge Arecheta y Delfina Guzmán.

## Reconocimientos
La serie recibió diversos reconocimientos por la temática inmigrante por las embajadas diplomáticas de Colombia y Perú. Asimismo, la webserie James Style recibió el galardón Premio Effie de Plata en la categoría de Medios de Comunicación.

## Premios y nominaciones
| Año  | Premio           | Categoría                                 | Nominado                | Resultado |
| ---- | ---------------- | ----------------------------------------- | ----------------------- | --------- |
| 2017 | Premios Effie    | Medios de comunicación / Bajo presupuesto | TVN y Redon             | Plata     |
| 2017 | Copihue de Oro   | Mejor serie o teleserie                   | Mejor serie o teleserie | Nominada  |
| 2017 | Copihue de Oro   | Mejor actor                               | Felipe Braun            | Nominado  |
| 2018 | Premios Caleuche | Mejor actriz protagónica                  | María José Illanes      | Nominada  |

## Emisión internacional
- Ecuador: Telerama.
- Portugal: Eva Channel.